# 普利希韋茨
50°26′37″N 34°12′21″E / 50.44361°N 34.20583°E

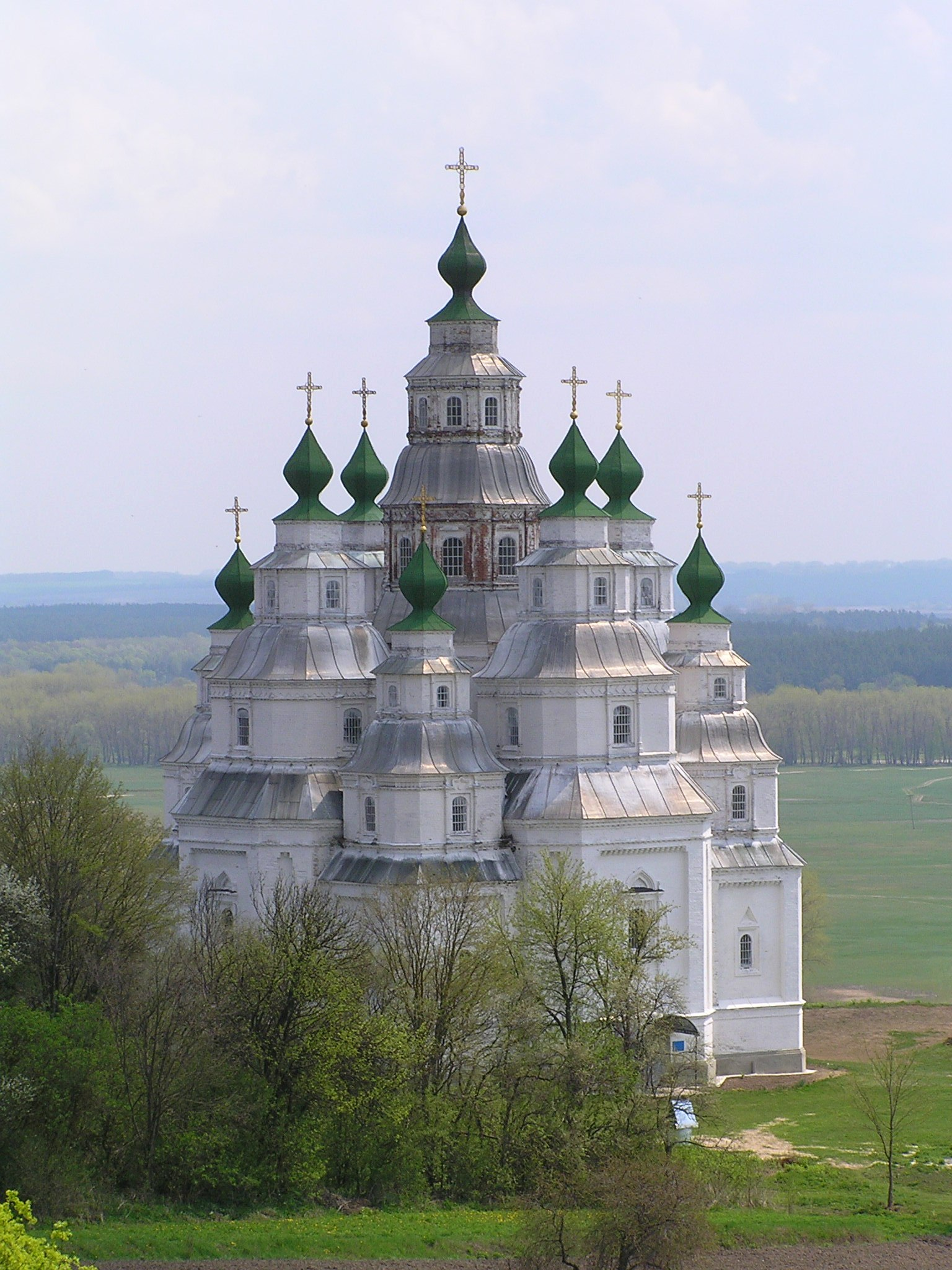
教堂

普利希韋茨（烏克蘭語：Плішивець），是烏克蘭中部波爾塔瓦州米爾霍羅德區大布迪夏市镇的村落。處於普肖爾河右岸，分別距離杜欽齊2.5公里和卡姆亞內4公里，海拔高度171米，2001年人口808。